# Timm Gudehus
Timm Gudehus (* 12. August 1939 in Hamburg) ist ein deutscher Manager, Wissenschaftler, Berater und Autor insbesondere in der Logistik und der analytischen Ökonomie.

## Leben
Er studierte Mathematik und Physik in Hamburg und Bonn und schloss das Studium 1964 mit einer Diplomarbeit auf dem Gebiet der experimentellen Kernphysik ab. Anschließend war Gudehus am DESY tätig und wurde 1968 an der Universität Hamburg mit einer Dissertation über eine Quark-Feldtheorie promoviert. Mit einem Post-Doc-Stipendium des Center for Theoretical Studies der University of Miami in Coral Gables forschte er ein Jahr in den USA.
Nach Rückkehr nach Deutschland und zwei Zwischenstationen ging Gudehus 1971 zur neu gegründeten Demag-Systemtechnik in Hagen. 1977 wurde Gudehus Geschäftsführer einer Gesellschaft des Anlagenbaus in Schwieberdingen. Von 1980 bis 1990 war er Geschäftsbereichsleiter für Marketing und Vertrieb eines Herstellers von Walzenbezügen in Köln und anschließend zwei Jahre Geschäftsführer eines Unternehmens der Textilindustrie in Waldshut. Ende 1991 machte sich Gudehus als freier Unternehmensberater für Strategie und Logistik selbständig und kehrte 1994 wieder nach Hamburg zurück.

## Werk
Gudehus veröffentlichte 8 Bücher sowie über 160 Beiträge zur Physik, Technik, Logistik und Ökonomie, die in Fachzeitschriften erschienen sind.
Im Jahr 1974 habilitierte Gudehus an der Technischen Universität Braunschweig über Kommissioniertechnik. Seine Hauptwerke sind ein Buch über Logistik, das seit 1999 in vier Auflagen sowie auf Englisch erschienen ist, sowie 2007 das Buch „Dynamische Märkte“, das 2015 in 2. Auflage herauskam und einen neuen Weg zum Verständnis der Ökonomie eröffnen soll.

## Bücher (Auswahl)

### Logistik
- Grundlagen der Kommissioniertechnik, Dynamik der Warenverteil- und Lagersysteme, W. Girardet, Essen, 1973 (Habilitationsschrift)
- Logistik, Grundlagen – Strategien – Anwendungen, Springer, Heidelberg Dordrecht London New York, 4. Aufl. 2010, ISBN 978-3-540-89388-2
- Dynamische Disposition, Strategien, Algorithmen und Werkzeuge zur optimalen Auftrags- , Bestands- und Fertigungsdisposition, Springer, Heidelberg Dordrecht London New York, 3. Aufl. 2011, ISBN 978-3-642-22982-4.
- Comprehensive Logistics (mit Herbert Kotzab), Springer, Heidelberg Dordrecht London New York, 2nd Ed., 2011, ISBN 978-3-642-24366-0

### Ökonomie
- Dynamische Märkte, Grundlagen und Anwendungen der analytischen Ökonomie. 2. Auflage, Springer Gabler, Heidelberg 2015, ISBN 978-3-662-46782-4
- Neue Geldordnung, Notwendigkeit, Konzeption und Einführung. essentials, Springer Gabler, Heidelberg 2016, ISBN 978-3-658-13121-0